# Туга (филм из 1981)
Туга је југословенски кратки ТВ филм из 1981. године. Режирао га је Бранислав Свилокос, који је заједно са Михаилом Илићем написао и сценарио. Филм је по жанру драма, а рађен је у продукцији Радио-телевизије Београд.

## Кратак садржај
Филм прати јаде старца који вози кочију са коњском вучом, која је припадала његовом покојном сину.

## Улоге
| Глумац              | Улога      |
| ------------------- | ---------- |
| Предраг Лаковић     | кочијаш    |
| Раде Шербеџија      | милиционер |
| Мира Бањац          | шверцерка  |
| Марко Николић       | младић 1   |
| Татјана Лукјанова   | баба       |
| Стојан Дечермић     | отац       |
| Новак Лукић         | младић     |
| Драгомир Пешић      | младић 3   |
| Мирко Петковић      |            |
| Богољуб Петровић    | младић 2   |
| Драгољуб Петровић   |            |
| Томислав Трифуновић |            |
| Душан Вујновић      |            |